# Eugnathogobius microps
Eugnathogobius microps is een  straalvinnige vissensoort uit de familie van grondels (Gobiidae). De wetenschappelijke naam van de soort is voor het eerst geldig gepubliceerd in 1931 door Smith.
De soort staat op de Rode Lijst van de IUCN als Onzeker, beoordelingsjaar 2007.